# Saint-Genest-Lachamp
Saint-Genest-Lachamp település Franciaországban, Ardèche megyében. Lakosainak száma 112 fő (2022. január 1.). Saint-Genest-Lachamp Albon-d’Ardèche, Dornas, Gluiras, Marcols-les-Eaux, Mézilhac, Saint-Christol és Saint-Pierreville községekkel határos.

## Népesség
A település népessége az elmúlt években az alábbi módon változott:
| Lakosok száma | 214  | 156  | 132  | 101  | 99   | 99   | 104  | 110  | 113  | 112  |
|               | 1968 | 1982 | 1990 | 2006 | 2013 | 2015 | 2017 | 2019 | 2020 | 2022 |